# Justicia cuspidulata
Justicia cuspidulata là một loài thực vật có hoa trong họ Ô rô. Loài này được (Nees) Wassh. mô tả khoa học đầu tiên năm 1993.